# Mesochorus alveus
Mesochorus alveus är en stekelart som beskrevs av Schwenke 1999. Mesochorus alveus ingår i släktet Mesochorus och familjen brokparasitsteklar. Inga underarter finns listade i Catalogue of Life.